# 미에촌 (나가사키현 니시소노기군)
미에촌(三重村)은 나가사키현 니시소노기반도에 있던 촌이며, 니시소노기군에 속했다. 1973년에 나가사키시에 편입되었다.

## 지리
니시소노기반도의 남부에 위치하며 남서쪽 해안선을 가쿠리키나다(角力灘)에 접하고 있다. 이곳은 예로부터 '미에(三江)'라고도 표기되어, 교도마리, 미에, 쿠로사키의 세 개의 코를 형성하고 있는 모습에서 미에, 후에 미에로 바뀌었다고 한다.

## 역사
- 1889년 4월 1일 - 정촌제 시행에 의해 니시소노기군 미에촌이 성립하였다.
- 1973년 3월 31일 - 나가사키시에 편입해, 미에촌은 소멸하였다.